# Заразилова, Нина Михайловна
Нина Михайловна Заразилова (Вознесенская), (3 марта 1942; Свердловск, РСФСР, СССР — 26 октября 2023; Пермь, Пермский край, Россия) — советская и российская театральная актриса. Работала в Пермском академическом Театре-Театре. Заслуженная артистка РСФСР (10 декабря 1980).

## Биография
Родилась 3 марта 1942 года в Свердловске, в семье Михаила Заразилова и Антонины Заразиловой.
Училась в школа № 3 города Екатеринбург, 1959 год. С юных лет Заразилова желала служить в театре и осознанно шла к актёрскому искусству, выбрав азы мастерства в Свердловском театральном училище. После его окончания в 1965 году, Заразилова была принята на службу в Пермский драматический театр (Пермский академический Театр-Театр), к которому Заразилова отдала почти полвека своей жизни. Сыграла около 70-ти разнообразных ролей в данном театре.
О замужестве информации нет. Имеются две дочери: Ольга Вознесенская и Мария Вознесенская.
Ушла из жизни 26 октября 2023 года в Перми Пермского края.

## Звания и награды
- Заслуженная артистка РСФСР (10 декабря 1980)
- Диплом областного смотра творческой молодёжи (1967)
- Диплом II фестиваля национальной драматургии и театрального искусства народов в СССР (1973)
- Дипломы Правления Пермского отделения Всероссийского театрального общества и управления культуры Пермского облисполкома (В 1986 и 1988 годах)
- Диплом первой степени 40-го фестиваля-смотра премьер Прикамья «Театральная весна» (1988)
- Наградная Почётная грамота Союза Театральных Деятелей Российской Федерации за вклад в развитие театрального искусства (2002)

## Театральные работы

### Пермский академический Театр-Театр
- «А этот выпал из гнезда» – Сэндра
- «Аленький цветочек» – Капа
- «Бесконечное путешествие» – Софья Андреевна
- «Блэз» – Мадам Карлье
- «В ночь лунного затмения» – Шафак
- «Валентин и Валентина» – Валентина
- «Варвары» – Анна
- «Васса Железнова» – Людмила
- «Вдовий пароход» – Анфиса
- «Великий государь» – Ирина
- «Виндзорские насмешницы» – миссис Форд
- «Вишнёвый сад» – Шарлотта Ивановна
- «Владимирская площадь» – массовые сцены
- «Власть тьмы» – Анисья
- «Возможны варианты» – Лида
- «Волки и овцы» – Глафира
- «Враги» – Клеопатра
- «Гнездо глухаря» – Искра
- «Годы странствий» – Люся
- «Горе от ума» – Наталья Дмитриевна
- «Дама без камелий» – Хэтти
- «Девятый праведник» – Тамар
- «Доктор Живаго» – массовые сцены
- «Доходное место» – Полина
- «Дурочка» – Финея
- «Дыра» – Пардо
- «Женись и управляй женой» – Эстефания
- «Звёзды на утреннем небе» – Анна
- «Золушка» – Фея
- «Именинница» – Зинаида
- «Коварство и любовь» – Луиза
- «Лирическая хроника боевых действия расчёта гвардейского миномёта ПМ-38» – Михална
- «Малыш и Карлсон» – Малыш
- «На бойком месте» – Евгения
- «На всякого мудреца довольно простоты» – Машенька
- «На дне» – Наташа
- «Наваждение» – Зинаида
- «Не был, не состоял, не участвовал» – Майя
- «Невольницы» – Софья
- «Нежданный друг» – Ивонна
- «Обыкновенная история» – Тётушка
- «Памела Жиро» – госпожа де Брокар
- «Парик из Гонконга» – Аничка
- «Пигмалион» – Миссис Хиггинс
- «Под каштанами Праги» – Маша
- «Под одной крышей» – Валентина
- «Поздняя любовь» – дочь Маргаритова
- «Последний срок» – Люся
- «Постоянная жена» – Барбара
- «Прибайкальская кадриль» – Валя «Протокол одного заседания» – Миленина
- «Птицы нашей молодости» – Докица
- «Реквием по Гренаде» – Анжелика
- «С любимыми не расставайтесь» – Ирина
- «Свои люди – сочтёмся» – Агафья
- «Сердце не камень» – Огуревна
- «Сердце, продолжай стучать» – Тося
- «Синие кони на красной траве» – Ульянова
- «Ситуация» – Лидия
- «Соловьиная ночь» – Инга
- «Сон в летнюю ночь» – Титания; актриса
- «Странная миссис Сэвидж» – Фэри
- «Счастливый день» – Настя
- «Традиционный сбор» – Инна
- «Три соловья, дом 17» – Любица
- «Трудные родители» – Лео
- «Уехавший остался дома» – Элиса
- «Фантомас» – Консьержка
- «Шельменко-денщик» – Присинька
- «Шум за сценой» – Флавия Брент, Белинда Блеяр

## Критика, отзывы
Журналист Юлия Баталина (редактор отдела культуры издательского дома «Компаньон»), рассказывая в 2007 году в издании «Новый компаньон» о постановке пьесы Шекспира «Сон в летнюю ночь» на сцене пермского драматического театра, отметила, что все старички труппы, включая Нину Заразилову, «играют, будто в последний раз в жизни». Стоявшие на глазах Заразиловой настоящие слёзы (вызывавшие такие же слёзы у зрителей), показались Баталиной трогательными.
Галина Брандт, рассказывая в 2007 году на страницах «Петербургского театрального журнала» о девятом фестивале «Реальный театр», отметила низким поклоном всех актёров спектакля «Сон в летнюю ночь» пермского драматического театра, согласившихся сделать свою старость предметом театрального представления. По мнению Брандт, «старики» этого спектакля, включая Нину Заразилову, оказались на высоте, точно выполняя задачи, поставленные режиссёром.

## Издательства
- Театральная жизнь — 1978.— 308с.
- Владимиров В., История души героини (Вечерняя Пермь. 1980. 23 декабря) (РГБИ)